# Hersilia xinjiangensis
Hersilia xinjiangensis är en spindelart som beskrevs av Liang och Wang 1989. Hersilia xinjiangensis ingår i släktet Hersilia och familjen Hersiliidae. Inga underarter finns listade i Catalogue of Life.